# Boursorama
Boursorama ist eine französische Direktbank mit Sitz in Boulogne-Billancourt, die sich auf die Kontoführung per Smartphone spezialisiert hat.

## Bank
Die Société Générale ist Anteilseigner am gesamten Kapital von Boursorama.
Seit ihrer Gründung ist die Website Boursorama.com der französische Marktführer für Online-Börseninformationen, die sich sowohl an Privatanleger als auch an Fachleute richten. Boursorama.com spezialisierte sich zunächst auf dieses Geschäft und diversifizierte sich dann in politische und allgemeine Informationen mit finanziellem Schwerpunkt.

## Geschichte
Boursorama wurde 1998 von Patrice Legrand und Stéphane Mathieu in Nancy gegründet und gehörte rechtlich zu Finance Net, einem Start-up-Unternehmen, das zwei Jahre zuvor von denselben Mitbegründern ins Leben gerufen worden war 2002 wurde Finance Net von Fimatex übernommen. In den folgenden Jahren wuchs die Bank durch zahlreiche Übernahmen (beispielsweise die Caixa-France) und Neugründungen wie Onvista.
2014 übernahm die Société Générale 79,5 % der Bank, Caixabank hielt den Rest. Im Juni 2015 schloss die Société Générale die Übernahme von Boursorama ab, indem sie den von der CaixaBank gehaltenen Anteil für 218 Mio. EUR aufkaufte, wodurch Boursorama bei seinem Übergang zur alleinigen Tochtergesellschaft der Société Générale mit rund 1 Mrd. EUR bewertet wurde.